# Ward (Royaume-Uni)
Pour les articles homonymes, voir Ward.
Un ward désigne, au Royaume-Uni, un district électoral de niveau sous-national représenté par un ou plusieurs conseillers. C'est l'unité de base de la géographie électorale et administrative britannique (à l'exception des Sorlingues).

## Angleterre
Les districts londoniens, les districts métropolitains et les districts non métropolitains (dont les autorités unitaires) sont divisées en wards dans le cadre des élections locales. Cependant, les élections du conseil de comté (ainsi que les conseils unitaires qui était anciennement des conseils de comté, tels que le conseil de l'île de Wight et le conseil de Shropshire).

### Cité de Londres
La Cité de Londres a son propre type de wards, qui sont des subdivisions anciennes et permanentes et qui ont une forme sui generis de gouvernement local.

### Paroisses civiles
Les paroisses civiles d'Angleterre sont parfois divisées en wards pour l'élection du conseil paroissial (ou du conseil de ville). Ils n'ont aucun lien avec les district wards ou les divisions électorales.

### Usage historique
Les quatre comtés traditionnels du nord de l'Angleterre — Cumberland, Westmorland, Durham et Northumberland — étaient subdivisés en unités administratives appelées wards au lieu des hundreds dans les autres comtés. Les wards étaient à l'origine organisés autour d'un château, donc à des fins militaires.

## Écosse
L’Écosse est divisées en wards pour les élections du gouvernement local, élisant chacun de 3 à 4 conseiller par scrutin à vote unique transférable.

## Irlande du Nord
Les districts d'Irlande du Nord sont subdivisés en zones électorales élisant chacune entre 5 et 7 conseillers par scrutin à vote unique transférable . Ces divisions sont elles-mêmes subdivisées en wards mais ceux-ci n'ont aucune fonction.

## Pays de Galles
Au pays de Galles, l’expression « division électorale » est utilisée. Les communautés galloises (l'équivalent des paroisses civiles d'Angleterre) sont parfois divisés en wards pour l'élection des conseils de communauté.

## Sources
- (en) Cet article est partiellement ou en totalité issu de l’article de Wikipédia en anglais intitulé « Wards of the United Kingdom » (voir la liste des auteurs).

## Compléments